# 花杏蛤
花杏蛤（学名：Amygdalum peasei），是贻贝目壳菜蛤科杏蛤属的一种。主要分布于中国大陆，常栖息在潮下带26－270米。